# Johannes Scherer (Moderator)

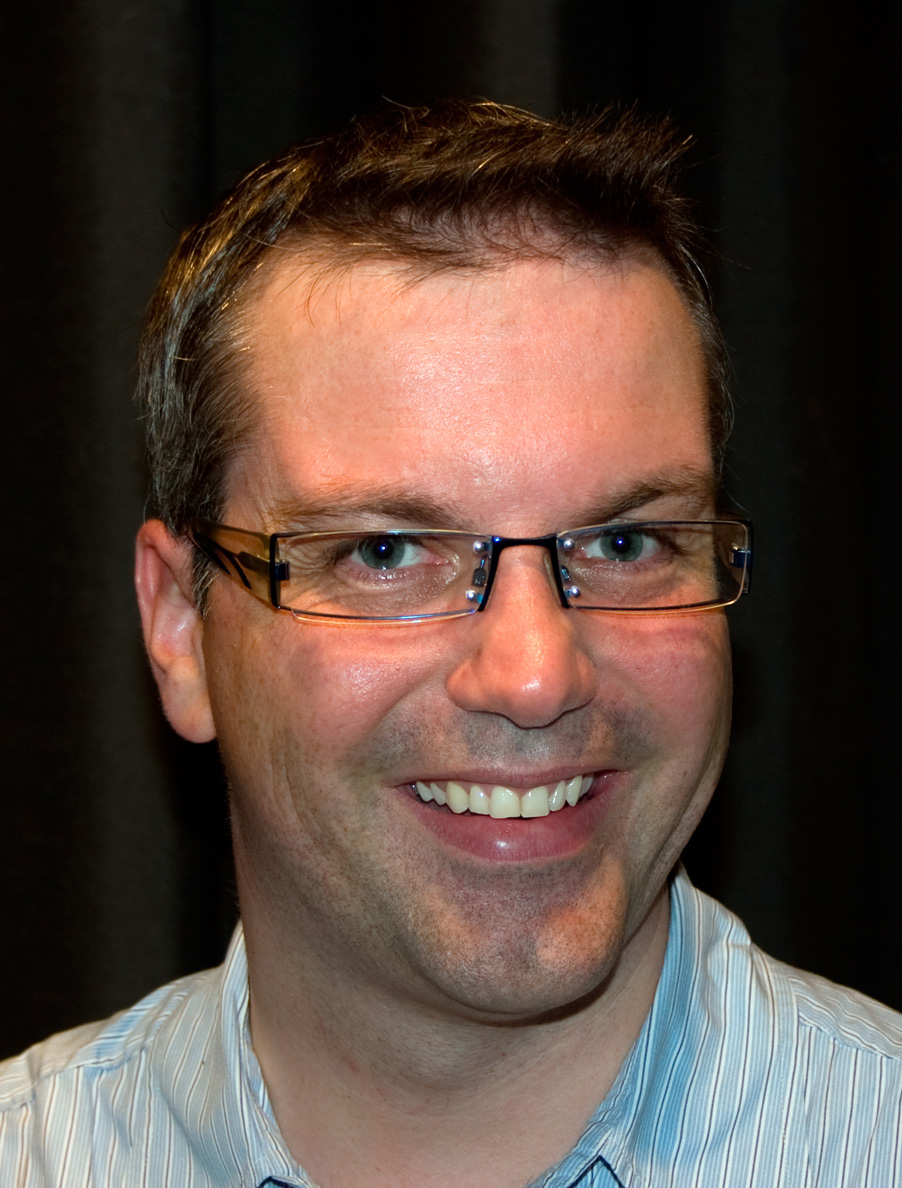
Johannes Scherer (2009)

Johannes Scherer (* 8. Februar 1973 in Alzenau-Wasserlos) ist ein deutscher Radio- und Fernsehmoderator und Comedian.

## Leben
Aufgewachsen in Schöllkrippen machte er 1992 Abitur am Spessart-Gymnasium in Alzenau. Mit siebzehn Jahren begann seine Karriere beim Aschaffenburger Radiosender Radio Primavera. Er wechselte später zu Hit Radio FFH nach Bad Vilbel, bei dem er die Morning-Show Guten Morgen, Hessen! und Dein FFH-Nachmittag moderiert.
Im Jahr 2005 wurde er mit dem German Radio Award als bester Radiomoderator Deutschlands ausgezeichnet, 2012 gewann er den Fränkischen Kabarettpreis.
Scherer war sonntags auf Sat.1 in der Frühstückssendung Weck Up an der Seite von Birte Karalus zu sehen. In der deutschen Fassung des Kinofilms Die Simpsons synchronisiert er den Präsidenten Arnold Schwarzenegger.
Mit seinem Bühnenprogramm Asoziale Netzwerke tourt er als Comedian durch Hessen und war mit einem weiteren Programm unter dem Titel Die zwei Beiden zusammen mit Bodo Bach auf Tour.
In der Faschingszeit tritt er regelmäßig als Büttenredner auf, so unter anderem bei der vom Hessischen Rundfunk im TV übertragenen Sitzung Hessen lacht zur Fassenacht.